# Cynapes baptizatus
Espèce
Synonymes
- Salticus baptizatus Butler, 1876

Cynapes baptizatus est une espèce d'araignées aranéomorphes de la famille des Salticidae.

## Distribution
Cette espèce est endémique de Rodrigues, île de Maurice dans l'océan Indien.

## Description
La femelle holotype mesure 9 mm. Le mâle décrit par Wanless en 1979 mesure 5,68 mm et la femelle 8,16 mm.

## Publication originale
- Butler, 1876 : Preliminary notice of new species of Arachnida and Myriopoda from Rodriguez, collected by Mssrs George Gulliver and H. H. Slater. Annals and Magazine of Natural History, sér. 4, vol. 17, p. 439-446 (texte intégral).